# Giacomo Giorgio Angaran
Giacomo Giorgio Angaran (19 febbraio 1740 – 1791) è stato un politico italiano.

## Biografia
Nato da Giacomo "Ottaviano", proveniva da una famiglia vicentina compresa nel patriziato veneziano. Fu podestà e capitano di Feltre dal 19 novembre 1779 al 9 gennaio 1781. In questo periodo mise mano alla questione dei beni comunali, ottenendo dal Senato la sanzione per l'usurpo di 1.400 campi comunali da parte della popolazione locale, e operò sulla rete viaria, poco efficiente in tutto il Feltrino.
Eletto poi protettore di Feltre, per oltre un decennio si fece portavoce delle richieste per la concessione del mercato franco. Nell'aprile 1791, in occasione di una sua visita in città, le celebrazioni in suo onore si evolsero in una vivace protesta contro il governo, contrario all'iniziativa. Le tendenze filo-francese di questi disordini destarono la preoccupazione degli Inquisitori di Stato.